# دانته میشلی
دانته میشلی (انگلیسی: Dante Micheli; ۱۸ فوریهٔ ۱۹۳۹ – ۱۰ ژوئن ۲۰۱۲) بازیکن فوتبال اهل ایتالیا بود.
از باشگاه‌هایی که در آن بازی کرده‌است می‌توان به باشگاه فوتبال فوجا، باشگاه فوتبال فیورنتینا، و باشگاه فوتبال اسپال اشاره کرد.